# أسطورة حسناء المقبرة
أسطورة حسناء المقبرة هي الرواية رقم 17 من سلسلة ما وراء الطبيعة التي تصدرها المؤسسة العربية الحديثة ضمن روايات مصرية للجيب للكاتب أحمد خالد توفيق تعد السلسلة أول سلسلة روايات عربية في أدب الرعب.

## أحداث الرواية
كان رفعت إسماعيل في طريق عودته من قريته كفر بدر القريبة من فاقوس إحدى قرى محافظة الشرقية، وفي أثناء عودته يصادف حادث على الطريق، وينجح في إنقاذ فتاة من الحادث تدعى براكسا نجيب ليتعرف عليها، ولأنه لا يعرف لها عنوان ولا أقارب، يضطر رفعت إلى أن يجعلها تبيت في شقته بينما يذهب هو ليبيت مع جاره عزت شريف في شقته.
وفي الصباح يخبره عزت انه أستيقظ مبكرا ليجد ضوء أحمر غريب ينبعث من شقة رفعت، وعندما يذهب رفعت إلى شقته يجد أن الفتاة أختفت، ويذهب رفعت إلى عمله ليقرأ خبر في صحيفة عن أنتحار مهندس وأنه عندما تم أنتشال جثته وجدوا أن شعره استحال للون الأبيض، وتعود براكسا في الليل لترجع لرفعت خفه ومبلغ خمسة جنيهات كانت أقترضتها من شقته، ويفاجأ رفعت بأن براكسا قد نامت مرة أخرى في شقته.
فيذهب مرة أخرى إلى عزت ويحكى له رفعت على القصة كلها، فيخبره عزت أنه يجب أن يطردها حتى لا تعود مرة أخرى، وفي أثناء طريقهما إلى الشقة يريا الضوء الأحمر مرة أخرى، ولكن عندما يدخلا الشقة يختفى فورا الضوء الأحمر، فيقرر رفعت مراقبة الفتاة عن طريق وسيلة معقدة حتى يكتشف ما الذي يحدث في شقته، ولكن الفتاة تنجح في الخروج من الشقة بدون أن يلحظها رفعت.
و يجد رفعت خطابا من الفتاة تقول فيه أنها قامت بتدبير مقلب له مع أصدقائها من كلية الطب، ولكن رفعت لا يصدق هذا الخطاب، ويطالع في الصحف الخبر عن الحادث ويعرف أنه قد توفى شخص في الحادث، مما يؤكد نظريته عن الفتاة ليعتقد رفعت أن هناك شيئا ما ينتقل من جسد لآخر، ويجب أن يكون الجسد الأول قد مات حتى تتم عملية الأنتقال.
و في أثناء خواطره يفاجأ رفعت أن براكسا قد عادت، لتعترف له براكسا أنها كائن يعيش من قدم الزمان، وأنه يتنقل بين الأجساد وأنه يمكن لرفعت ان يفتدى نفسه بأي أنسان آخر حتى ينتقل هذا الكائن إلى جسده، فيتظاهر رفعت بالموافقة ولكنه يخدعها ويحبسها في غرفة النوم، ويذهب إلى عزت ويخبره أنه يجب أن يساعده لأنه في الصباح سيقتحم الغرفة، ويفتح شباك الغرفة، لأنه يعتقد أن هذا الكائن لا يعيش في ضوء النهار، وعندما يحين موعد التنفيذ يفاجأ رفعت وعزت بأختفاء براكسا، حيث أنها قفزت من الغرفة ويتابع رفعت أخبار الحوادث في الصحف عسى ان يجد أي دليل على عودتها أو موتها، ولكنه لا يجد شيء ولا يعرف مصيرها حتى الآن.

## أبطال الرواية
- رفعت إسماعيل : طبيب أمراض الدم والأستاذ الجامعي الكهل المقيم بالقاهرة، نحيل، أصلع، ذو عوينات، يعاني من كتيبة من الأمراض منها على سبيل المثال لا الحصر : القرحة المعدية، ضيق الشرايين، الربو الشعبي، التهاب الرئة، آلام المفاصل، قلق، متشائم، نحس يقع في المصائب.
- عزت شريف : «واسمه الأصلي شاكر» جار رفعت، مثّال مصاب بمتلازمة أديسون.
- براكسا نجيب : الفتاة التي ينقذها رفعت من الحادث، وتستمر هي في مطاردته لسبب ما، إلى أن يكتشف رفعت أنها كائن شيطانى يستحوذ على أجساد البشر ليعيش.